# Seznam wiki softwarů
Toto je seznam wiki softwarů.
- Foswiki
- ikiwiki
- TWiki
- UseModWiki je klon AtisWiki

## Standardní wiki programy, podle programovacího jazyka

### Napsané v JavaScriptu
- TiddlyWiki
- Lively Wiki
- Wiki.js

### Napsané v Javě
- XWiki
- Zoho Wiki

### Napsané v PHP
- DokuWiki je podobný MediaWiki, ale má menší systémové nároky. A je ukládán do soubor a tudíž lépe čitelný i s běžnými editory.
- MediaWiki je používaná pro Wikimedia Foundation projekty včetně Wikipedie. A je častokrát používaná i pro jiné wiki.
  - Semantic MediaWiki
  - BlueSpice for MediaWiki rozšiřuje MediaWiki v použitelnosti, podpoře procesu, editování a bezpečnosti.
- PhpWiki je klon WikiWikiWebu v PHP.
- PmWiki na rozdíl od ostatních nevyužívá webovou databázi, ale ukládá stránky a informace o editaci do jednoduchých textových souborů

- UserPress je wiki apsaná v PHP a WordPressu.

- MindTouch začínala jako fork (alternativní větev programu) MediaWiki, napsaná v PHP a C#.

### Napsané v Pythonu
- LocalWiki je wiki software založený na Django, pro wiki o nějakém místě s mapy a WYSIWYG editorem.
- MoinMoin je wiki software napsaný v Pythonu.
- Zwiki
- Trac

### Napsané v Ruby
- Wagn je Ruby on Rails aplikace.
- Gollum

### Napsáno v jiných jazycích
- Cliki je napsaný v Common Lisp.
- FlexWiki je napsán v C# za použití .NET Framework. Vývoj byl zastaven v roce 2009.
- Gitit
- Swiki
- Wiki Server

## Osobní wiki
- ConnectedText
- Journler
- TiddlyWiki
- WhizFolders
- WikidPad
- Zim je open-source zdarma software založený na Pythonu a GTK s WYSIWYG editorem.